# Charlotte Lewis (basquetebolista)
Charlotte Lewis (Chicago, 10 de setembro de 1955 - Kansas City (Missouri), 17 de setembro de 2007) foi uma basquetebolista estadunidense que integrou a Seleção Estadunidense  que conquistou a Medalha de Prata disputada nos XXI Jogos Olímpicos de Verão realizados em 1976 na cidade de Montreal.